# Kusaka Genzui
Kusaka Genzui (久坂玄瑞), cuyo nombre de nacimiento fue Kusaka Hidezaburō (mayo de 1840 - 20 de agosto de 1864), fue un samurai del dominio japonés de Chōshū, activo durante el período Bakumatsu y un defensor clave del movimiento Sonnō jōi.

## Biografía
Kusaka Hidezaburō nació en mayo de 1840 en Hagi, en la Provincia de Nagato, ciudad situada en la actual prefectura de Yamaguchi, en Japón. El segundo de dos hijos de un médico del antiguo clan de samuráis Chōshū llamado Kusaka Ryōteki y de una mujer llamada Tomiko. A pesar de que la familia ocupaba el séptimo lugar de los diecisiete rangos existentes de samuráis en Chōshū, recibían sólo un estipendio de 25 kokus. El Koku era una medida en arroz, un bien muy preciado en la época (un koku equivaldría a unos 150 kilogramos de arroz).
Su hermano Genki fue un gran seguidor de la medicina occidental, así como un buen traductor de libros, convirtiéndose en un personaje bastante conocido. Sus contribuciones a la medicina en Japón incluyeron la introducción de técnicas occidentales para combatir la viruela.
Cuando Genzui tenía tan solo catorce años, su madre falleció, y al año siguiente murieron su padre y su hermano mayor Genki, quedando él como cabeza de familia y único representante masculino. Por esta razón, se afeitó la cabeza y se cambió el nombre a Genzui. 
Estudió medicina y literatura occidental en la escuela Meirinkan, cerca de su casa. No obstante, en 1856, con diecisiete años, viajó a Kyūshū y allí continuó sus estudios. Durante su viaje, conoció a Miyabe Teizo, quien le animó a estudiar en la escuela privada Sonjuku. En junio de 1856, Kusaka volvió a su ciudad y fue admitido en Sonjuku, pasando allí dos años. Fue muy admirado por los demás estudiantes y se convirtió en uno de los tres mejores, lo que hizo que el famoso Yoshida Shōin, uno de los intelectuales japoneses más importantes del siglo XIX, reconociera su mérito y su talento y le dejara estudiar bajo su tutela. Además, le dio el visto bueno para contraer matrimonio con su hermana menor, Fumi.
En el año 1858, viajó a Edo, actual Tokio, para seguir formándose en otros ámbitos.
Shōin le había entregado unos papeles en donde pedía que le dejaran a este último estudiar bajo la tutela de Sakuma Shozan, el antiguo instructor de Shōin. El mismo año se matriculó en la escuela de Yoshia Kinryu y estudió brevemente en la Oficina de libros extranjeros del Bakufu, antes de partir hacia Kioto, donde se sumergió en la política del momento.
Cabe mencionar que durante la Purga de Ansei (1854-1860), en la cual el Shogunato Tokugawa arrestó y ejecutó a aquellas personas que iban en contra de su autoridad o no apoyaban su gobierno, Shōin fue uno de los ejecutados y Genzui se convirtió en el líder del movimiento Sonnō jōi, política que abogaba por el derrocamiento del shogunato. Su lema fue “Lealtad al Emperador y rechazo de los extranjeros”. 
Murió a los veinticinco años en el Incidente de Kinmon, una rebelión contra el shogunato que sucedió el 20 de agosto de 1864, cerca del Palacio Imperial de Kioto. 
Después de su muerte fue ascendido al rango de la corte de Shoshi, el cuarto rango más alto.

## Características físicas
Como dato curioso, Kuzaka medía 182cm de alto y era bastante fornido. Además, era bizco y destacó por tener un tono de voz muy fuerte.

## Hechos importantes
En 1858, Kioto fue el centro de disputas, tanto sobre el Tratado Harris(Tratado de Amistad y Comercio), acuerdo entre Estados Unidos y Japón que permitía la apertura de los puertos de varias ciudades japonesas al comercio estadounidense, como sobre la sucesión del shogunato. Kusaka, que llegó a Kioto ese mismo año, sirvió como mensajero de la escuela Sonjuku, manteniendo el contacto con los estudiantes y profesores, así como con otras personas de mentalidad reformista.
En julio de 1858, Kusaka recibió un aviso de que seis estudiantes de Sonjuku, entre ellos Irie Sugizo, Takasugi Shinsaku, Sugiyama Matsusuke e Itō Hirobumi, debían ser enviados a Kioto desde Chōshū. Yamagata Aritomo, que no era estudiante del Sonjuku, los acompañó e impresionó tanto a Kusaka que éste recomendó su admisión a la escuela Sonjuku cuando regresó a Chōshū en septiembre de 1858.
En su trabajo en Kioto, Kusaka pudo comprender mejor la situación política de la época y se dio cuenta de varios asuntos relacionados con su antiguo maestro, Shōin. A partir de ese momento, Kusaka mostró cierto descontento y no quiso regresar a Hagi, temiéndose lo peor. También, advirtió a su maestro sobre la filtración del contenido de sus cartas.
No obstante, Kusaka seguiría escribiendo a su maestro sobre otro tema más serio. En noviembre de 1858, Shōin escribió cartas a sus estudiantes sobre su plan para asesinar a Manabe Akikatsu, un funcionario del bakufu enviado a Kioto para hacer cumplir la política que más tarde se conoció como la Purga de Ansei (1854-1860). Kusaka, junto con Takasugi y otros tres estudiantes, mostraron descontento, oponiéndose a esta política en diciembre de ese mismo año. 
Sin embargo, Kusaka señaló que la opresión del bakufu era demasiado grande, y que actuar en ese momento serviría de poco, a menos que se pospusiera y se combinara con una oleada general de resistencia pública. De hecho, Kusaka fue bastante precavido, sabiendo que cualquier problema ocasionado por los hombres de Chōshū implicaría que Kusaka sería el primero en ser buscado por los agentes del bakufu en la Purga.
Desafortunadamente, a las pocas semanas, Kusaka ya estaba escribiendo una nueva carta, esta vez dirigida al gobierno de Chōshū en Edo para suplicar en nombre de su maestro, que se encontraba arrestado en la prisión de Noyama. Sufu Masunosuke, quien se opuso a los planes de asesinar a Manabe Akikatsu, ordenó que Kusaka volviera a Hagi el 15 de diciembre de 1858, pero Kusaka, en vez de regresar, partió hacia Edo con el fin de protestar por la encarcelación de su maestro. No obstante, se rindió a los pocos meses, volviendo a Hagi el 15 de febrero de 1859. 
Parece ser que en marzo de 1859, Kusaka y Shōin discutieron debido a lo que aconteció en Kioto, aunque los dos se reconciliaron a las pocas semanas. El 14 de mayo, Kusaka y Shinagawa Yajirō (1843-1900), visitaron a Shōin en la prisión de Noyama y lo convencieron para que le hicieran un retrato. No obstante, este fue el momento donde Nagai Uta (1819-1863), un samurái conservador de Chōshū, apareció con una orden secreta de extraditar a Shōin a Edo para que fuera interrogado por sus acciones. Este interrogatorio resultó en castigo de muerte. Así fue como Shōin falleció a manos del bakufu.
Es a partir de la muerte de Shōin, cuando el rol de Kusaka pasó a ser más variado. Kusaka asumió el liderazgo de la ‘Escuela bajo los Pinos’ (School under the Pines) que dejó Shōin como legado. Éste le había encomendado que se encargara de los estudiantes más jóvenes de la escuela, como los hermanos Irie. También le pidió, al igual que a los demás estudiantes, que desarrollara aún más sus ideas y objetivos en su memoria.
Kusaka escribió a uno de los hermanos Irie, el más joven: “Lamentar la triste vida del maestro es inútil. Lo importante es no dejar que las intenciones del maestro flaqueen... Shinsaku está creciendo cada vez más y avanza mucho en sus conocimientos y estudios... También enviaré cartas a Terajima, Ariyoshi, Maebara, Shinagawa y los demás para animarlos”.
En 1860, Kusaka y los demás estudiantes reunieron las cartas que había escrito Shōin. Kusaka empezó a dar conferencias en memoria de su maestro el 17 de enero de ese año. Los estudiantes se reunieron el 2 de julio para sumarse a la causa de su fallecido maestro, asegurando la continuación de la escuela Sonjuku y promoviendo el movimiento que él había comenzado.
No obstante, en 1861, Nagai Uta apareció nuevamente, presentando un informe llamado “Política de Viajes por Mar” (Kokai Enryaku Saku), en el cual abogaba por abrir el país al comercio exterior, explicando que de esta forma mejoraría la economía japonesa. Así, buscaba comerciar con extranjeros y la cooperación entre la corte imperial y el shogunato. Este incidente irritó a Kusaka, quien criticó abiertamente a Nagai en un escrito que entregó al daimyo de Chōshū, ya que él estaba completamente en contra de su política. Pero su preocupación era tan grande que decidió ir a hablar con el heredero del clan, aunque no pudieron reunirse. 
Kusaka, no habiendo olvidado este asunto, presentó en 1862 un documento en Kioto en el que pedía que Chōshū se disculpara por la conducta de Nagai al ignorar los sentimientos del daimyo. 
Nagai se dedicó a alterar la opinión del clan, instando, más tarde, al shogunato a expulsar a los extranjeros de Japón. Su comportamiento había antagonizado a los líderes de Chōshū, y finalmente, el programa de Nagai fracasó gracias a los esfuerzos de Kusaka de prohibir su política de apertura del país. Sin embargo, no satisfecho con esto, pidió a la Facción de Justicia que enviara una orden de que Nagai cometiera seppuku (suicidio), y así se hizo.
Kusaka Genzui formó un escuadrón llamado Mitategumi y en diciembre de 1862 atacaron y quemaron el consulado de Reino Unido en Gotenyama, Shinagawa, que se encontraba aún en construcción.
En abril de 1863, se convirtió en oficial de asuntos generales en la Sede del clan en Kioto y pidió una visita imperial para rezar por la expulsión de extranjeros. El shogunato puso el 10 de mayo como fecha límite para la expulsión de los extranjeros.
Kusaka regresó a su ciudad y formó el Partido Komyoji-to en la batalla de Shimonoseki (1863) y participó en el ataque de barcos extranjeros, con Nakayama Tadamitsu como líder. Después de esto, volvió de nuevo a Kioto y planeó un viaje imperial a la provincia de Yamato con una facción radical de Sonnō jōi. Propuso una reforma del gobierno que reemplazaría al shogun con el emperador, dejando los dominios intactos. Además, Kusaka ansiaba lo que todos los hombres de gran talento pero nacidos en familias de bajo estatus deseaban: poder ocupar puestos del gobierno independientemente de su trasfondo familiar.
Ese mismo año, el clan Chōshū fue exiliado de la corte imperial debido al Golpe de Estado del 18 de agosto. Kusaka permaneció en Kioto como funcionario del gobierno del clan. No obstante, en junio del siguiente año sucedió el Incidente de Ikedaya, encuentro armado entre los Ishin Shishii (antioccidentales japoneses) de Chōshū, y el Shinsengumi, fuerza especial del shogunato Tokugawa. Kusaka se debatió entre ir a luchar o no hacerlo. Finalmente lo hizo, liderando varios escuadrones en el llamado Incidente de Kinmon o Incidente de la Puerta Prohibida, rebelión contra el shogunato. 

Kusaka fue herido en varias partes del cuerpo y decidió quitarse la vida realizando Seppuku para morir con honor. Sólo tenía veinticinco años. No obstante, se convirtió en un héroe para el pueblo japonés, y sobre todo para los jóvenes que, como él, buscaban una mejora del país. Kusaka fue un personaje importante en la época de la Restauración Meiji(1868), así como más tarde, ya que su valentía al haber combatido en una batalla que sabía que no iba a ganar, sacrificándose por sus principios, fue especialmente recordada por los japoneses.
Kitaoka, S. (2018). The political history of modern Japan: Foreign relations and domestic politics. Routledge, Taylor & Francis Group.
Yu, A. C. (n.d.). Kusaka Genzui - Japanese Wiki Corpus. 
Nagai Uta. (n.d.).
- Datos: Q5360999
- Multimedia: Kusaka Genzui / Q5360999